# Emil Aarestrups Hus
Emil Aarestrups Hus er en fredet bindingsværkshus i Nysted på det sydlige Lolland. Den ældste del af bygningen stammer fra midten af 1700-tallet, og det var hjem for den danske digter Emil Aarestrup og hans familie i starten af 1800-tallet.
I dag er huset indrettet som museum for Aarestrup.

## Historie
Forhuset blev opført i midten af 1700-tallet og i 1761 er der kilder på et forhus på elleve fag, og et baghus på ti fag. Inden 1791 blev der opført et sidehus i to fag. Yderligere et sidehus blev opført senere og nævnes første gang i 1818, hvor også forhuset blev ombygget. Jeg blev bjælkelaget hævet over tagremmen.
I 1829 flyttede Emil Aarestrup ind i huset sammen med sin familie. Han var læge for byen og omegnen. Han skrev samtidige digte i sin fritid og en stor del af dem der senere blev udgivet, og som han blev berømt for, blev nedfældet i dette hus. Aarestrup fik besøg af digteren Christian Winther mens han boede her, og Winther var medvirkende til, at hans digte blev udgivet i 1838. Fem af Aarestrups i alt 12 børn blev født her, inden han flyttede til Sakskøbing i 1838.
Frem til 1990'erne blev bygningen brugt til almindelig beboelse, og i nogle perioder boede der flere familier i huset. Huset blev fredet i 1982. I 1985 blev bygningens tag og fag renoveret af arkitekten Per Axelsen. I 1992 blev foreningen ”Digteren Emil Aarestrups Hus” dannet, og med foreningens hjælp blev der igangsat en omfattende istandsættelse, for at føre det tilbage til udseendet på Aarestrups tid. I 1994 blev den oprindelige belægning af marksten i porten lagt på ny. En rejsekiste og et medicinskab fra hans tid findes endnu og det blev genåbnet som museum den 4. december 2000 i anledning af digterens 200-års fødselsdag.

## Beskrivelse
Forhuset ud mod gaden er 11 fag langt og mod gaden er det rødkalket over stok og sten. Soklen er sorttjæret og huset har et sadeltag i røde tegl. Seks hvide vinduer sidder mod gaden. I den sydlige ende er en port der fører om til gården. På bagsiden er det hvidkalket, og her er opført to sidehuse.
Sidehusene har også en sorttjæret sokkel, og er hvidkalkede. Begge sidehus har afvalmet tag. Et fristående baghus findes i haven, men dette er ikke fredet som resten.